# Thorelliola
Genre
Synonymes
- Thorellia Keyserling, 1882 nec Boeck, 1865

Répartition géographique
Thorelliola est un genre d'araignées aranéomorphes de la famille des Salticidae.

## Distribution
Les espèces de ce genre se rencontrent en Océanie et en Asie du Sud-Est.

## Liste des espèces
Selon World Spider Catalog (version 18.0, 24/05/2017) :
- Thorelliola aliena Zhang & Maddison, 2012
- Thorelliola biapophysis Gardzinska & Patoleta, 1997
- Thorelliola crebra Zhang & Maddison, 2012
- Thorelliola cyrano Szűts & De Bakker, 2004
- Thorelliola dissimilis Gardzińska, 2009
- Thorelliola doryphora (Thorell, 1881)
- Thorelliola dumicola Berry, Beatty & Prószyński, 1997
- Thorelliola ensifera (Thorell, 1877)
- Thorelliola glabra Gardzinska & Patoleta, 1997
- Thorelliola javaensis Gardzinska & Patoleta, 1997
- Thorelliola joannae Zhang & Maddison, 2012
- Thorelliola mahunkai Szüts, 2002
- Thorelliola monoceros (Karsch, 1881)
- Thorelliola pallidula Gardzińska, 2009
- Thorelliola squamosa Zhang & Maddison, 2012
- Thorelliola tamasi Zhang & Maddison, 2012
- Thorelliola truncilonga Gardzinska & Patoleta, 1997
- Thorelliola tualapa Zhang & Maddison, 2012
- Thorelliola zabkai Zhang & Maddison, 2012

## Publications originales
- Strand, 1942 : Miscellanea nomenclatorica zoologica et palaeontologica. X. Folia Zoologica et Hydrobiologica, vol. 11, p. 386-402.
- Keyserling, 1882 : Die Arachniden Australiens. Nürnberg, vol. 1, p. 1325-1420 (texte intégral).